# Murs colonisés par les arbres à Hong Kong

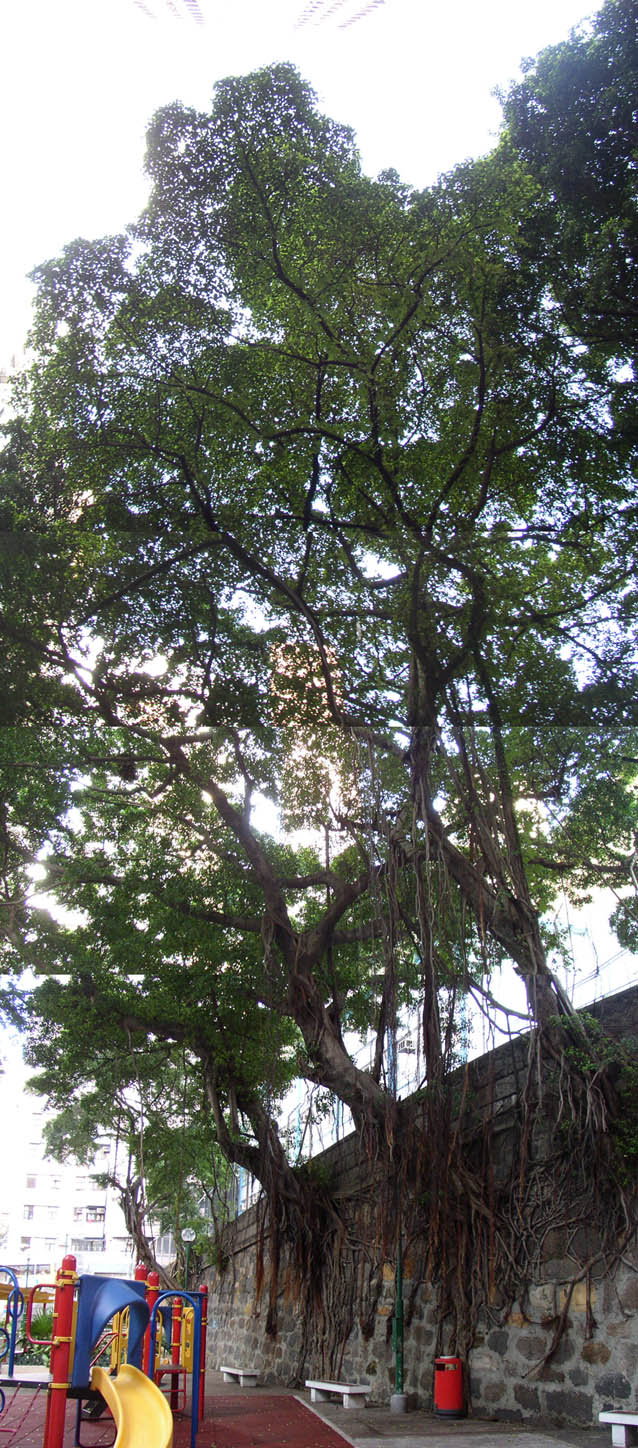

Les murs colonisés par des arbres sont aujourd'hui volontairement créés en cultivant des arbres dans des brèches de murs de soutènement. Au début de l'urbanisation de Hong Kong, la verdure des sites n'étaient pas pris en compte lors de la construction des routes qui étaient souvent étroites et n'avaient aucun espace pour ajouter de la végétation. Les arbres sont naturellement sortis des murs et présentent l'avantage de n'occuper aucun espace supplémentaire au niveau du sol et de protéger les routes de la chaleur de l'été.
Les grands arbres muraux, en particulier les banians, améliorent également la qualité de l'air en filtrant les particules et en bloquant la chaleur émise par les automobiles et les systèmes de climatisation des bâtiments, qui autrement seraient emprisonnés entre les gratte-ciels et généreraient de la pollution de l'air. Ils permettent aussi de maintenir la biodiversité en fournissant des habitats aux oiseaux et à divers insectes. En contrepartie, l'intégrité du mur de soutènement peut être compromise en fonction de la taille de l'arbre qui se développe, la disposition de ses racines et dans quelle mesure celles-ci ont pénétré à travers le mur.
Ils sont particulièrement appréciés dans les divers quartiers de la ville et leur présence fait monter les prix immobiliers des environs.

## Répartition
À ce jour, 1275 arbres colonisent 504 murs de soutènement en pierre de maçonnerie, dont 110 murs dans le district Central and Western, là où il en reste la plupart, et de nombreux autres dans le district de Wan Chai. La majorité de ces arbres ont plus d'un siècle.
Selon la Conservancy Association (en), certains arbres remarquables sont situés à :

### Île de Hong Kong
Le plus grand arbre est un banian chinois, situé sur Forbes Street, près de l'aire de jeux. Un autre arbre sur Bonham Road (en) près de Centre Street (en) avait  une hauteur d'environ 20 mètres, et était le plus haut de la ville, mais il fut déraciné le 22 juillet 2015 lors d'une tempête.

#### District Central and Western

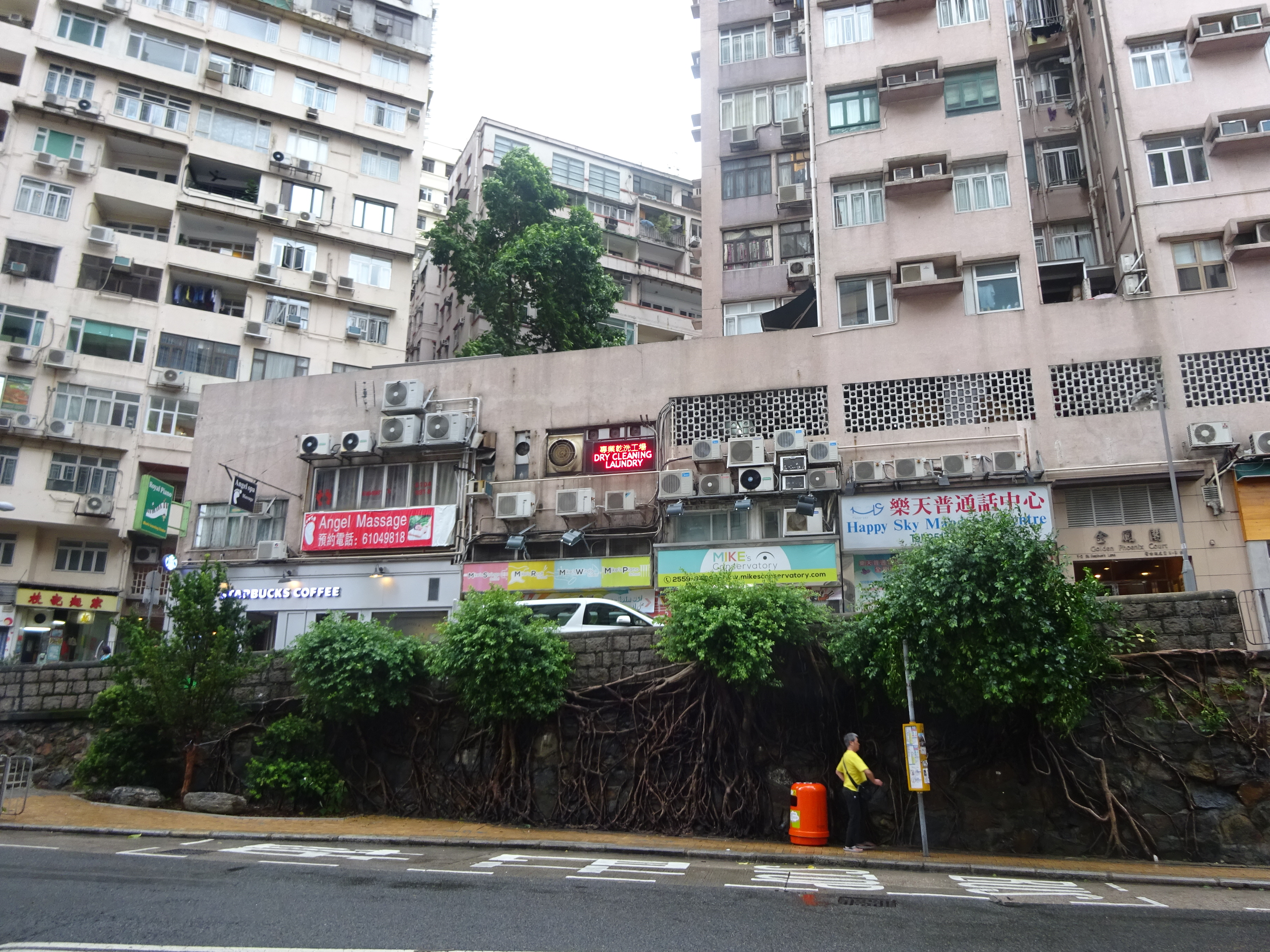

##### Kennedy Town
- Forbes Street

##### Niveaux intermédiaires
- Hollywood Road (zh) (ancien siège de la police)
- Bonham Road près de Centre Street (Tous les arbres ont été enlevés par le gouvernement en prévision du typhon Soudelor, qui n'a fait en fait aucun dégât à Hong Hong)
- Rose Lane
- Intersection de Bonham Road et High Street (en)
- Hospital Road (en) near Bonham Road
- Devant le 84 Robinson Road
- St. Stephen's Lane
- Parc commémoratif du roi George V

#### District de Wan Chai
- Stubbs Road (en) près de Kennedy Road (zh)
- Ship Street (en) (près de la terrasse Nam Koo)

### Kowloon

#### District de Yau Tsim Mong
- Adjacent à l'étang de la volière du parc de Kowloon

#### District de Sham Shui Po
Lung Chu Street Nullah
À Lung Chu Street Nullah, il y a environ 20 arbres muraux, dont la plupart sont des banians chinois et des figuiers à tige rouge. Tous sont des arbres matures d'une hauteur comprise entre 3 et 11 mètres. C'est le seul site de Hong Kong où les arbres muraux ne sont pas uniquement des banians chinois, la racine du figuiers à tige rouge s'étant adapté à l'état des murs. Le nullah est par conséquent un site avec une valeur scientifique particulière pour une étude plus approfondie.
En comparant les arbres plantés dans le parc à côté de la nullah, ceux de la nullah sont riches en biodiversité. Différents types d'oiseaux peuvent être trouvés sur ces arbres, dont par exemple la bergeronnette printanière et la bergeronnette grise.
En outre, les arbres autour de la nullah forment une canopée et fonctionnent comme un poumon vert pour les environs, par exemple en minimisant l'effet d'îlot de chaleur.
Hôpital HACare Home de Lai Chi Kok
Il y a aussi un banian chinois poussant sur le mur à côté de l'hôpital de Lai Chi Kok (en), HACare Home.

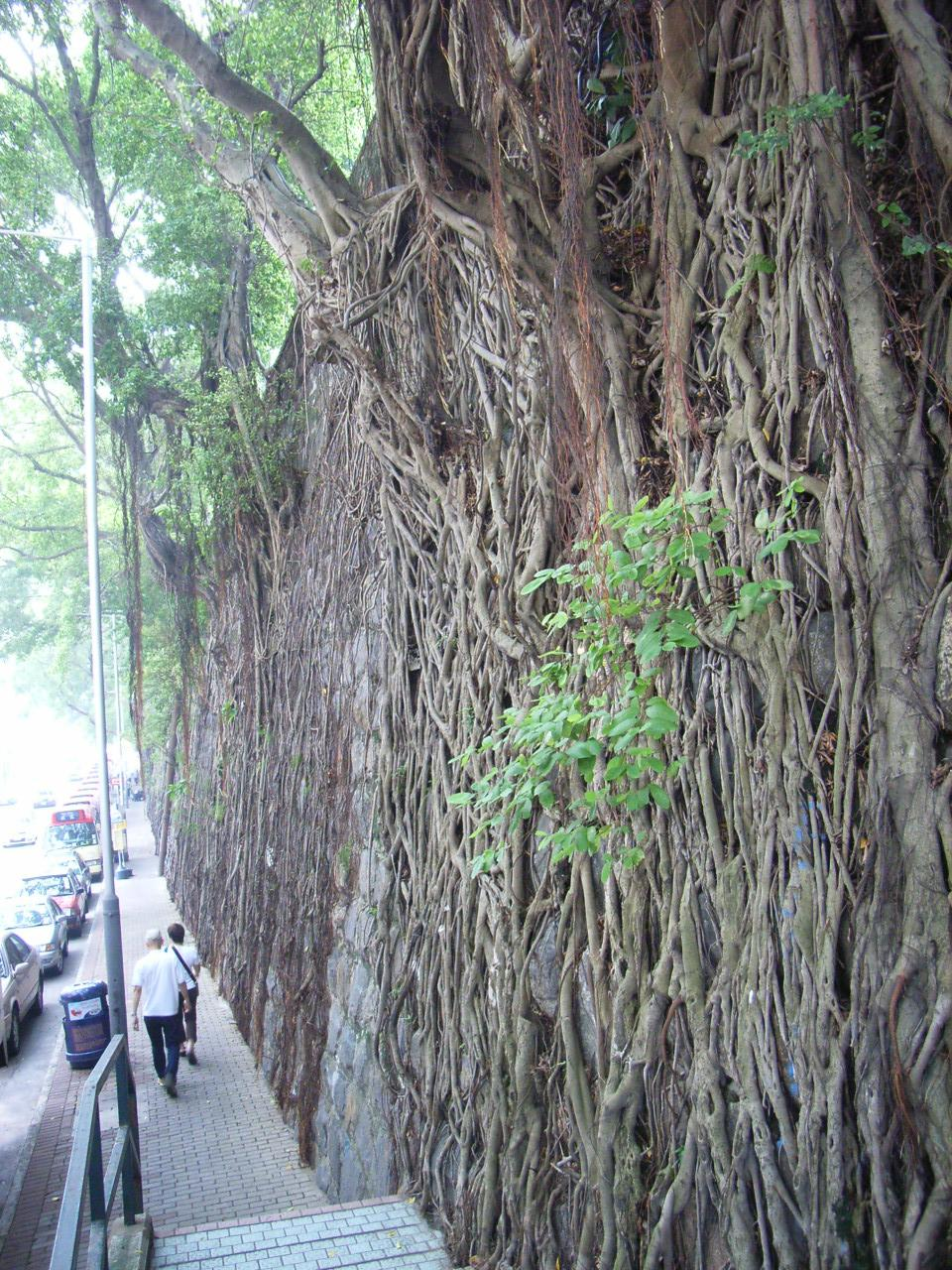
Forbes Street, Kennedy Town, Hong Kong

## Autres exemples
- La tombe Ding aux tombeaux des Ming de Pékin
- Les murs de la dynastie Ming au parc Yuexiu de Canton